# Caio Duilio (D 554)
El destructor Caio Duilio (D 554) de la Marina Militare es una nave de la clase Horizon. Fue puesto en gradas en 2003, botado en 2007 y asignado en 2009. Es gemelo del destructor Andrea Doria, asignado en 2007.

## Construcción
Construido por Fincantieri, fue puesto en gradas en 2003, botado en 2005 y entregado en 2007.